# VI конная когорта бриттонов
VI конная когорта бриттонов (лат. Cohors VI Brittonum equitata) — вспомогательное подразделение армии Древнего Рима.
Данное подразделение было сформировано по приказу императора Веспасиана в 73 году в Британии среди свободных неграждан из числа местных жителей — бриттонов. Новая когорта была отправлена в Нижнюю Германию, гарнизон которой серьёзно пострадал во время Батавского восстания. Точное место лагеря когорты неизвестно. В 89 году во время восстания наместника Верхней Германии Луция Антония Сатурнина, подразделение осталось верным законному императору Домициану. За это оно получило прозвище «Вечно преданное» (лат. pia fidelis).
Когорта продолжала оставаться частью гарнизона Нижней Германии в начале правления Траяна и под его командованием занималась укреплением рейнской границы, о чём свидетельствует военный диплом от 20 февраля 98 года. Под руководством префекта Марка Гавия Руфа когорта принимала участие в первом дакийском походе Траяна. Военные дипломы подтверждают нахождение подразделения в Нижней Германии при императорах Адриане и Антонине Пии. В этот период во главе когорты стояли Децим Элий Менекратиан, происходивший из Нумидии, и Квинт Домиций Виктор, чьей родиной была Проконсульская Африка.
Поскольку в дальнейшем о когорте сведений нет, то есть предположение, что она была уничтожена во время Маркоманских войн Марка Аврелия.